# Wanda Osiris
Wanda Osiris, nota anche come Vanda Osiri durante il fascismo, pseudonimo di Anna Maria Menzio (Roma, 3 giugno 1905 – Milano, 11 novembre 1994), è stata un'attrice, cantante e soubrette italiana del teatro di rivista nel periodo anni trenta-cinquanta.
È stata la prima Diva dello spettacolo leggero italiano. I suoi spettacoli erano caratterizzati dallo sfarzo; amava discendere scale hollywoodiane attorniata da giovani ballerini che sceglieva lei stessa. Per lei vennero coniati gli appellativi di Wandissima e di Divina. Le interpretazioni canore molto personali, il trucco tipicamente ocra, i capelli ossigenati, le piume, i tacchi, le paillettes, i fiumi di profumo Arpège, le rose e i ricchi costumi (ideati e realizzati da Folco Lazzeroni Brunelleschi), divennero caratteristici.

## Biografia
Registrata allo stato civile come Anna Menzio, nacque a Roma il 3 giugno 1905 nella casa di Via Quirinale 16, figlia di Adele Pandolfi e del marito Giuseppe Menzio, palafreniere del Re presente a Monza nel momento dell'assassinio di Umberto I.
Lasciata la famiglia e abbandonati gli studi di violino per seguire la passione teatrale, arrivò a Milano dove debuttò nel 1923 al cinema Eden.

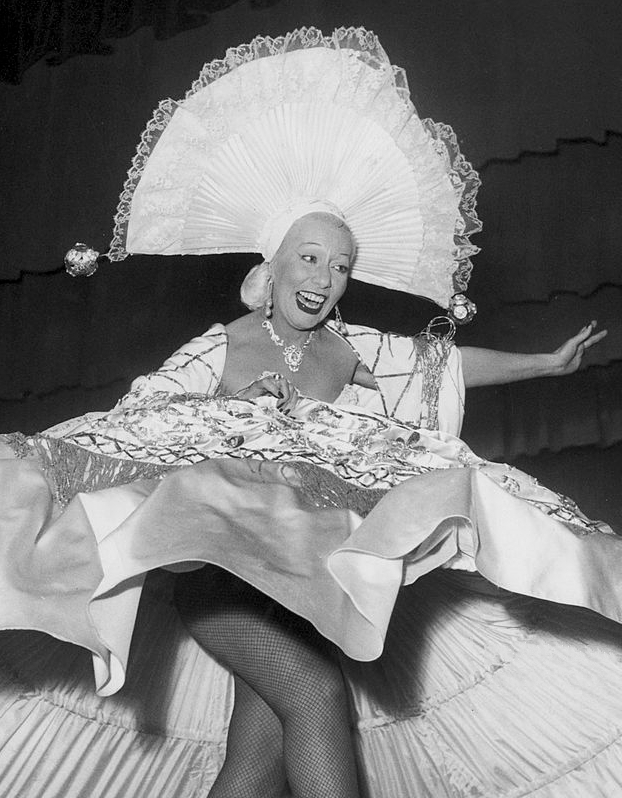
Wanda Osiris nel 1952

Durante il fascismo, in ottemperanza alle direttive emanate da Achille Starace per conto del governo, le fu imposto di italianizzare il nome d'arte, che divenne Vanda Osiri. Nel 1937 fu scritturata da Macario per mettere in scena la rivista Piroscafo giallo. Nel 1938 è in Aria di festa, dove appare in una gabbia d'oro. A Milano nel 1940 uscì da un astuccio di profumo in Tutte donne; a Roma nel 1944 recitò per la prima volta con Carlo Dapporto, in Che succede a Copacabana, nel 1945 in L'isola delle sirene e La donna e il diavolo.
Dopo la fine della guerra,  tornò a Milano e sempre con Dapporto divenne la regina del gran varietà. Nel 1946 entrò a far parte della compagnia teatrale di Garinei e Giovannini.
Nel 1948, Al Grand Hotel, sorprese il pubblico in un'opera teatrale al massimo sfarzo e lusso. Conobbe Gianni Agus con il quale ebbe una lunga relazione professionale. Sul finire degli anni quaranta, la Osiris diventò la regina incontrastata dei salotti e al Teatro Lirico le sue apparizioni erano degne dei botteghini della Scala. Nel 1951 lavorò in Gran baraonda con il Quartetto Cetra, Turco, Dorian Gray e Alberto Sordi.

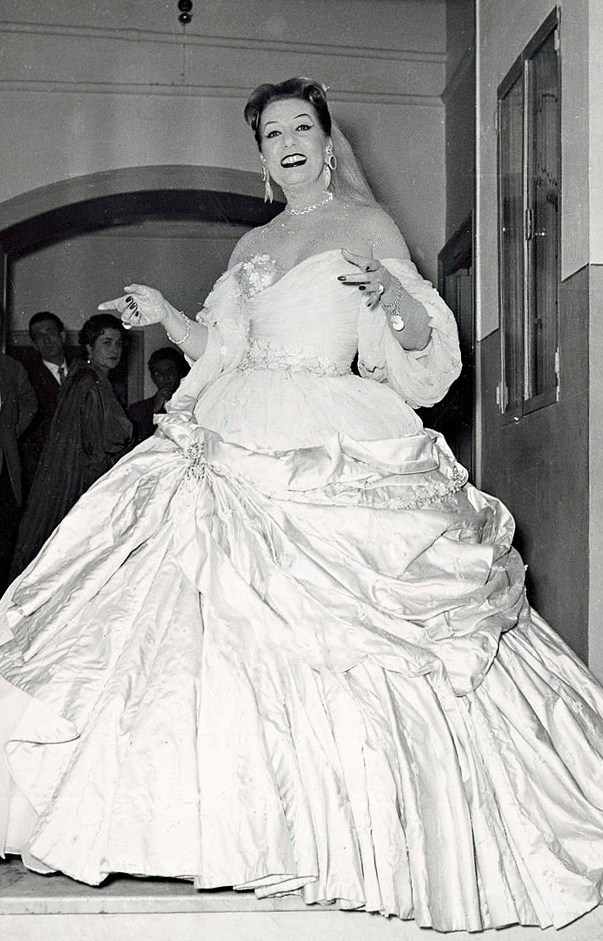
Wanda Osiris negli anni cinquanta

Nel 1954 ritornò con Macario in Made in Italy, mentre nel 1955 in Festival, diretto da Luchino Visconti, non ottenne il successo sperato. L'anno dopo, nella rivista La granduchessa e i camerieri (tra gli attori compariva anche Gino Bramieri) inciampò nell'abito di crinoline: si temette la fine della sua carriera, ma dopo cinque giorni la Divina calcò di nuovo la scena. 
Ugualmente, il successo si spense rapidamente con il tramonto del varietà, progressivamente soppiantato dalla nascente commedia musicale, e l'affermarsi impetuoso di un modello di soubrette del tutto nuovo (impersonato da figure come Delia Scala, Lauretta Masiero, Marisa del Frate) e al radicale rinnovamento di stile portato avanti dalla "ditta" Garinei e Giovannini in accordo con l'evoluzione dei gusti del pubblico.
Nel 1963 in una riedizione di Buonanotte Bettina, interpretò la parte della suocera a fianco di Walter Chiari e Alida Chelli, poi con la concorrenza della televisione e la decadenza del varietà, il suo percorso teatrale si interruppe. Recitò in prosa negli anni settanta: la sua parte più celebre fu in Nerone è morto? di Hubay nel 1974, con la regia di Aldo Trionfo.
A partire dagli anni cinquanta era apparsa sporadicamente in televisione, sia come protagonista di alcuni speciali (Natale con chi vuoi, 1956, Album personale di Wanda Osiris, 1953), sceneggiati televisivi (Il superspia, 1977), che come ospite (Ieri e oggi, 1967 e 1980, Milleluci, 1974). Nel 1991 fu ospite nel talk show Harem, condotto da Catherine Spaak. Nel 1992 si prestò alla parodia musicale della telenovela La donna del mistero, all'interno del programma di Rete 4 A casa nostra, presentato da Patrizia Rossetti.
Accudita dalla figlia Ludovica Rivolta in Locatelli, detta Cicci (1928-2013), e dalla nipote Fiorenza, Wanda Osiris morì a Milano nel 1994, all'età di 89 anni, a causa di un edema polmonare. È tumulata al Cimitero monumentale di Milano, non lontano dalla tomba di Gino Bramieri.

## Vita privata
Nel 1928, dalla relazione con Osvaldo Rivolta, nasce la figlia Ludovica, detta Cicci.
Successivamente, ebbe un lungo rapporto sentimentale con Gianni Agus.

## Varietà teatrali
- Si stava meglio domani, rivista di Garinei e Giovannini 1946

## Filmografia

### Cinema
- Non me lo dire!, regia di Mario Mattoli (1940)
- Arcobaleno, regia di Giorgio Ferroni (1943)
- I pompieri di Viggiù, regia di Mario Mattoli (1949)
- Martin Toccaferro, regia di Leonardo De Mitri (1953)
- Carosello del varietà, regia di Aldo Bonaldi (1953)
- Nerone '71, regia di Filippo Walter Ratti (1962)
- Polvere di stelle, regia di Alberto Sordi (1973)

### Televisione
- Il circolo Pickwick, regia di Ugo Gregoretti – miniserie TV (1968)
- Il superspia, regia di Eros Macchi – miniserie TV (1977)

## Programmi televisivi
- Album personale di Wanda Osiris (Programma Nazionale, 1953)
- Natale con chi vuoi (Programma Nazionale, 1956)
- La regina ed io (Programma Nazionale, 1957)
- La vera storia della donna del mistero (Rete 4, 1992)

## Radio
- Il gioco delle dame, - varietà di Carlo Manzoni e Italo Terzoli, regia di Federico Sanguigni 1960
- Gli uccelli della settima luna, commedia di Marcel Aymé, commento musicale di Fiorenzo Carpi, regia di Luciano Mondolfo, trasmessa il 10 giugno 1961

## Discografia parziale

### Album
- 2012 - Divina Wanda (postumo)

### EP
- 1963 - La Wandissima e le sue canzoni

### Singoli
- 1935 - Stornelli affettuosi (con Ciglio)
- 1940 - Per te
- 1940 - Quando si sveglia il cuore
- 1942 - Tu musica divina/Vecchia canzone
- 1944 - Ti parlerò d'amor/Wanda
- 1949 - Sentimental/Notturno d'amore
- 1974 - Talmente Uomo/Sarà una notte